# Оштомозеро
Оштомозеро — озеро на территории Сумпосадского сельского поселения Беломорского района Республики Карелии.

## Общие сведения
Площадь озера — 1,2 км². Располагается на высоте 75,4 метров над уровнем моря.
Форма озера овальная: немного вытянуто с северо-запада на юго-восток. Берега каменисто-песчаные, преимущественно заболоченные.
С северо-западной стороны озера вытекает ручей Канавский, втекающий с правого берега в реку Вягу, которая, в свою очередь, впадает в реку Нюхчу, впадающую в Онежскую губу Белого моря (Поморский берег).
На северном берегу озера расположено урочище Оштомозеро на месте упразднённой деревни. Туда подходит автозимник.
Код объекта в государственном водном реестре — 02020001411102000009216.